# Neopurcellia minutissima
Neopurcellia minutissima är en spindeldjursart som beskrevs av Forster 1948. Neopurcellia minutissima ingår i släktet Neopurcellia och familjen Pettalidae. Inga underarter finns listade i Catalogue of Life.